# Tracy Hickman
Tracy Raye Hickman (Salt Lake City, Utah; 26 de noviembre de 1955) es un autor estadounidense de novela fantástica, conocido por su trabajo en la serie de libros y juegos de rol conocida como Dragonlance junto a Margaret Weis. Pertenece a la Iglesia de Jesucristo de los Santos de los Últimos Días y es miembro activo de su congregación. Está casado con Laura Curtis desde 1977 y tienen cuatro hijos.

## Novelas
Algunas de sus sagas más conocidas, escritas en solitario o en colaboración con otros autores, son:
- Dragonlance
- El ciclo de la puerta de la muerte
- La espada de Joram
- La rosa del profeta

También ha escrito un libro ambientado en el mundo de StarCraft, StarCraft: Speed of Darkness